# Brazilserolis mirabilis
Brazilserolis mirabilis là một loài chân đều trong họ Serolidae. Loài này được Moreira miêu tả khoa học năm 1976.